# Solarfeld Krumbach – Am Reschenberg
Das Solarfeld Krumbach – Am Reschenberg ist eine Freiflächenphotovoltaikanlage südwestlich der Stadt Krumbach (Schwaben) nördlich der B 300 im Landkreis Günzburg.
Auf 16,3 Hektar des 19,2 Hektar großen Geländes wurden von der Scatec Solar GmbH Silicium-Solarmodule verbaut. Die Anlage steht auf zwei Teilflächen, die vorher als Acker genutzt wurden. Die Nennleistung der gesamten Anlage beträgt 5.164 kWp. Die beiden Teilflächen werden als Solarfeld Krumbach I beziehungsweise Krumbach II bezeichnet. Die Nennleistung des Solarfeldes Krumbach I beträgt ca. drei Megawatt. Pro Jahr soll das Kraftwerk etwa 3.200 MWh Strom liefern, was dem Verbrauch von rund 2.700 Personen entspricht. Die Leistung der auf der anderen Teilfläche (Krumbach II) installierten Solarmodule beträgt ca. zwei MW.
Von der prinzipiellen Genehmigung des Projekts durch den Krumbacher Stadtrat bis zum Baubeginn im August 2009 vergingen knapp vier Jahre. Die notwendige Änderung des Flächennutzungsplans sowie die Aufstellung eines Bebauungsplans erfolgten im Jahr 2007. Das Solarfeld wurde Ende Dezember 2009 fertiggestellt und in Betrieb genommen.